# Tunicela

Tunicela elaborada e simples

Tunicela é uma Veste litúrgica própria dos subdiáconos, também os bispos a podem vestir no rito romano extraordinário antes da dalmática. Tem a forma de um T e é essencialmente igual à dalmática, difere desta apenas em ter as mangas mais estreitas e mais compridas, embora, por uma questão de simetria, a tunicela e a dalmática sejam, nos tempos que correm, exactamente iguais.
O subdiácono pode ou deve usar a tunicela em todos os actos e celebrações em que a liturgia permite ou prescreve ao diácono o uso da dalmática.
Usada pelo bispo nos pontificais sob a dalmática e a casula, representa a plenitude do poder de todos os graus da hierarquia da ordem que ele possui.